# Jun Tae-soo
Jun Tae-soo (en coreano: 전태수; Boryeong, 2 de marzo de 1984-21 de enero de 2018) fue un actor surcoreano.

## Biografía
Se dio a conocer por su antagónico en el drama de 2010 Sungkyunkwan Scandal. Después de recibir cargos por asalto a un taxista y a dos policías estando bajo la influencia del alcohol, Jun se despidió del sitcom All My Love y entró en un hiato temporal.[cita requerida] Jun hizo su regreso a la actuación en el drama de 2013 Cruel Palace - War of Flowers.

### Fallecimiento
Jun murió el 21 de enero de 2018, después de luchar contra la depresión durante años. De cualquier forma, aún no se ha informado la causa de la muerte.

## Filmografía

### Series
| Año  | Título                                       | Rol           | canal | Ref.             |
| ---- | -------------------------------------------- | ------------- | ----- | ---------------- |
| 2007 | Good Day to Love                             | Bae Jang-ho   | SBS   | [cita requerida] |
| 2007 | Kid Gang                                     |               | OCN   | [cita requerida] |
| 2007 | The King and I                               | Han Chi-geun  | SBS   | [ 8 ]            |
| 2010 | Sungkyunkwan Scandal                         | Ha In-soo     | KBS2  | [ 4 ] [ 9 ]      |
| 2010 | All My Love                                  | Jeon Tae-soo  | MBC   | [ 10 ]           |
| 2010 | It's Okay, Daddy's Girl                      | Park Jong-suk | SBS   | [ 11 ]           |
| 2011 | You're Here, You're Here, You're Really Here | Kim Gul-joo   | MBN   | [ 12 ]           |
| 2013 | Cruel Palace - War of Flowers                | Nam-hyeok     | JTBC  | [ 5 ] [ 13 ]     |
| 2013 | The King's Daughter, Soo Baek-hyang          | Jin-mu        | MBC   | [ 14 ]           |

### Películas
| Año  | Título      | Rol      | Notas          | Ref.             |
| ---- | ----------- | -------- | -------------- | ---------------- |
| 2009 | The Madonna | Sung-jin | película corta | [cita requerida] |
| 2009 | K&J Fate    |          | película corta | [cita requerida] |

### Vídeo musical
| Año  | Canción                  | Artista  | Ref.             |
| ---- | ------------------------ | -------- | ---------------- |
| 2007 | "Take Care"              | Two:Some | [cita requerida] |
| 2011 | "Don't Be So Provincial" | ALi      | [ 15 ] [ 16 ]    |